# Sankt Marein-Feistritz
Sankt Marein-Feistritz, St. Marein-Feistritz – gmina w Austrii, w kraju związkowym Styria, w powiecie Murtal. Liczy 2040 mieszkańców (1 stycznia 2017).